# تاتروویتسه
تاتروویتسه (به چکی: Tatrovice) یک منطقهٔ مسکونی در جمهوری چک است که در ناحیه سوکولوو واقع شده‌است.